# Ripetizioni parziali
Le Ripetizioni parziali, o in inglese Partial repetitions, sono una tecnica applicata nell'allenamento coi pesi.

## Definizione
Le Ripetizioni parziali sono una tecnica utilizzata nell'esercizio con sovraccarichi. Esistono in realtà due varianti delle Ripetizioni parziali:
- una consiste nell'eseguire delle ripetizioni lungo un arco di movimento incompleto o parziale, solo dopo che viene raggiunto il cedimento muscolare con delle ripetizioni ad arco di movimento completo. Queste vengono chiamate più nello specifico anche come Burns, X-reps, o Mezzi colpi e sono più comuni nel bodybuilding e fitness;[1]
- una consiste nell'eseguire sin dall'inizio della serie le ripetizioni con l'arco di movimento incompleto, una tecnica adatta per essere applicata con carichi quasi massimali o sovramassimali. Questo metodo di allenamento viene chiamanto più precisamente come Partial range of motion training o Partial ROM training, ed è più comune nel powerlifting e weightlifting;[2][3]

### Burns
Le Burns, definite anche come Burn reps, Partial ROM reps, X-reps, o in italiano Mezzi colpi o Ripetizioni a bruciare, sono una tecnica speciale pensata per essere applicata in seguito al raggiungimento del cedimento muscolare, per poter consentire di eseguire alcune ripetizioni aggiuntive senza l'aiuto di un compagno. Si tratta quindi di una tecnica che influisce essenzialmente sull'aumento dei parametri intensità e Time Under Tension (TUT). Il cedimento muscolare si presenta quando, durante l'esecuzione di una serie, l'atleta non riesce più a portare a termine la fase concentrica delle ripetizioni durante tutto l'arco del movimento previsto (Range of motion, ROM). Dopo aver raggiunto questa soglia con un ROM completo e pulito, l'atleta si blocca senza riuscire a percorrere la parte più difficile del ROM stesso, ma è ancora in grado di continuare ad esprimere forza nella parte più facile, e può proseguire la serie eseguendo delle ulteriori ripetizioni. In altri termini si continuano le ripetizioni di un esercizio fino a quando non si è più in grado di continuare il movimento anche di pochi centimetri. Ad esempio nel caso dello squat, significa iniziare la serie con delle ripetizioni complete accosciate, e dopo aver raggiunto l'esaurimento terminarla con dei mezzi movimenti partendo dall'alto. Le Burns o Mezzi colpi condividono alcune caratteristiche con altre tecniche intense che permettono di superare l'ostacolo del cedimento muscolare, come lo Stripping, il Super set, il Rest pause, le Ripetizioni forzate, le Negative sottomassimali, o il Cheating. Esse infatti si basano sullo stesso principio fisiologico in quanto pensate per poter svolgere un numero di ripetizioni più elevato di quanto permetterebbe il carico. Queste sono chiamate anche come Burns o Burn reps (ripetizioni a bruciare), per il fatto che causano un notevole senso di bruciore legato all'intensa produzione di acido lattico, un effetto proprio delle attività anaerobiche lattacide in cui il parametro TUT viene particolarmente prolungato. Il senso di bruciore comunque potrebbe essere percepito molto più intensamente con altre tecniche che impongono degli sforzi lattacidi e TUT ancora più prolungati. Ad ogni modo l'uso delle Burns può essere sfruttato per aumentare lo stimolo metabolico ormonale, l'ipertrofia muscolare e l'endurance muscolare.
La tecnica si basa sul principio che considera come, durante il range di movimento in una ripetizione, la forza che il muscolo è in grado di esercitare non è costante, ma viene condizionata dalla forza di gravità e dall'intervento della muscolatura sinergica. Nell'arco del movimento esistono infatti delle parti più o meno impegnative. Dall'applicazione delle Burns, l'esecuzione quindi si sposta sempre più nell'arco di movimento favorevole, potenzialmente sia in massima contrazione che in massimo allungamento. Viene ipotizzato che le Burn reps, pur provocando un potenziale aumento della risposta infiammatoria e dell'ipertrofia muscolare, creino un danno inferiore e una risposta inferiore rispetto ad altre tecniche simili come le ripetizioni forzate, le quali invece permettono di percorrere un arco di movimento completo. Proprio per tali motivi sarebbero una tecnica meno efficace, o comunque meno intensa. Viene suggerito che possano essere introdotte durante un periodo di preparazione per una fase di alta intensità. Pare che non vi siano prove scientifiche o ricerche che abbiano testato l'effetto dei Mezzi colpi, tuttavia sono tradizionalmente diffusi nelle strategie di allenamento tipiche del bodybuilding.

### Partial ROM training
L'altra variante delle Ripetizioni parziali è il Partial ROM (Range of Motion) training, cioè allenamento a range di movimento parziale. Si tratta di una tecnica avanzata adatta per essere utilizzata con carichi vicini al massimale o superiori al massimale, la quale viene applicata dall'inizio della serie, in genere nel range di movimento dove viene espressa più forza. Il principio sta nel fatto di ridurre le inibizioni neuronali utilizzando un carico sovramassimale, e allenandosi nell'arco di movimento (Range of motion, ROM) più forte. Il ROM più forte è stato definito più precisamente come quella parte del ROM che non passa lo sticking point (cioè il punto più difficile del ROM) nella porzione superiore della ripetizione. Ad esempio, durante l'esecuzione della panca piana, questo è stato riconosciuto come il punto vicino alla massima estensione dei gomiti.
Lo sticking point può essere definito come quella zona più difficile o dura da attraversare durante l'arco del movimento completo, in quanto condizionata dalla forza di gravità. Essa corrisponde, nel caso dei pesi liberi, a quando il segmento in movimento raggiunge una posizione parallela al pavimento. Ad esempio nel caso delle alzate laterali, questo viene raggiunto quando il braccio (omero) si posiziona in orizzontale e in parallelo al pavimento, coincidendo con il punto di massima contrazione del deltoide. Nelle distensioni su panca, il punto di difficoltà viene raggiunto quando il braccio (omero) è posizionato in parallelo a terreno, quindi coincide più o meno con il massimo stiramento del grande pettorale. Nello squat viene raggiunto quando la coscia (femore) raggiunge l'orizzontale, quando il quadricipite e il grande gluteo raggiungono un apprezzabile stiramento. Nel curl per bicipiti, questo giunge quando l'avambraccio (ulna e radio) raggiunge la posizione orizzontale rispetto al terreno, più o meno a metà strada tra la massima contrazione e il massimo allungamento del bicipite. Il Partial ROM training viene programmato per evitare di passare lungo il punto di difficoltà, e quindi evita che il segmento attivo (avambraccio, braccio, coscia, gamba o tronco) raggiunga quella parte del range di movimento in cui si ritroverebbe in orizzontale rispetto al pavimento o in prossimità di tale punto. Questo ROM molto limitato potrebbe percorrere gli ultimi 5-10 centimetri della ripetizione, ma permette di sollevare molto più carico rispetto ad una ripetizione completa. È stato ipotizzato che l'adattamento creato da questo tipo di allenamento si verifica a causa di una riduzione dell'inibizione neuronale in risposta all'utilizzo di carichi estremi.
Tale metodo di allenamento è forse più indicato per gli atleti di forza come i powerlifter, che potrebbero ottenere dei significativi benefici sull'aumento della forza massimale. Il Partial ROM training può essere altrimenti introdotto nei cicli di forza ad alta intensità. Questo stile di allenamento è riservato ad atleti esperti, e richiede l'intervento di un assistente (spotter) dati i carichi molto elevati, che in alcuni casi possono corrispondere ad intensità sovramassimali (>100% 1RM). L'assistenza, simile a quella applicata nelle ripetizioni forzate, si focalizza soprattutto nella parte inferiore della ripetizione, ma viene attenuata nella fase finale vicino al punto massimo di forza (massima contrazione del muscolo agonista durante il ROM). Alcuni esercizi su cui può essere sfruttato il Partial ROM training sono lo squat, le distensioni su panca e gli stacchi da terra limitando la piena discesa del peso.

## La ricerca e testimonianze
In relazione alle Burns o Mezzi colpi la ricerca sembra non abbia approfondito l'argomento, tuttavia è possibile supporre che tale strategia consenta di provocare uno stress metabolico e ormonale superiore rispetto ad una normale serie a cedimento. Essendo una tecnica che porta a prolungare il Time Under Tension (TUT) della serie, l'aumento di tale parametro porta ad un maggiore dispendio energetico complessivo. Si ipotizza che le Burn reps inducano effetti simili alle Ripetizioni forzate, anche se meno pronunciati. Quest'ultima tecnica si è dimostrata efficace per aumentare la secrezione del GH e del testosterone. Il Time Under Tension può avere un importante ruolo nell'aumento della secrezione dell'ormone della crescita (GH), poiché più lungo è il tempo sotto tensione (la durata della serie), maggiore è la produzione di acido lattico, il quale è a sua volta proporzionale alla produzione di GH. Il tipico bruciore muscolare indotto dalle Burns (in realtà percepito in genere negli sforzi lattacidi prolungati), da cui la tecnica stessa prende il nome, è sintomo di un'ulteriore e più intensa produzione di acido lattico, e ciò può essere connesso direttamente con un aumento dei livelli di GH.
Per quanto riguarda il Partial ROM training, c'è stato invece un interesse scientifico che ne ha esaminato i benefici. Il primo a supportare tale strategia in un contesto empirico fu Zatsiorsky, allenatore responsabile del successo dell'Unione Sovietica alle Olimpiadi e nelle competizioni internazionali, che ne rivelò l'efficacia nel suo libro Science and Practice of Strength Training (1995). Questa tecnica di allenamento è presumibilmente basata sul lavoro di Zatsiorsky con i suoi atleti prima della caduta dell'Unione Sovietica. Conosciuto come principio di accentuazione, questo concetto sostiene che l'allenamento deve avvenire nel range limitato del movimento che consente la massima produzione della forza.
Gli statunitensi Peter Sisco e John Little, ideatori del Power Factor Training, nel loro libro omonimo trattano l'applicazione di questo metodo. Questi ricercatori supportano la teoria che i movimenti parziali usando carichi più pesanti risultano superiori ai movimenti completi per sviluppare la forza e la massa muscolare. Tale teoria contrasta con quella promossa dalla maggior parte degli esperti del settore, i quali insistono nel sostenere che le ripetizioni dovrebbero essere svolte lungo un range di movimento completo, e che non possono essere ottenuti benefici dai movimenti parziali. Queste considerazioni, pur provenendo da personalità autorevoli nel campo dell'esercizio coi pesi, in realtà non trovavano conferme scientifiche, ma si limitavano a fare affidamento su ipotesi di carattere empirico. È interessante notare che Sisco e Little hanno sostenuto fortemente la loro posizione discordante. Essi fornirono convincenti informazioni, aneddoti e supposte testimonianze sull'uso di ripetizioni parziali da parte di noti atleti. Tuttavia, i dati della ricerca che fornirono erano limitati. Mentre i dati relativi al lavoro di Sisco e Little sono scarsi, altri ricercatori decisero di approfondire scientificamente la validità di questa teoria.
Sullivan et al. valutarono se il Partial ROM training potesse accentuare la risposta cardiovascolare rispetto alle ripetizioni complete. Nello studio venne testato l'esercizio del curl con bilanciere. I ricercatori scoprirono che il Partial ROM training produceva una significativa elevazione della frequenza cardiaca, dei livelli di pH e lattato, e della percezione dello sforzo (Scala RPE) rispetto all'esercizio con movimenti completi. I ricercatori ipotizzarono che il range di movimento parziale aumenta la velocità di movimento, aumentando così il lavoro eseguito per un determinato periodo di tempo, con un conseguente maggiore effetto dato dall'allenamento.
Jones et al. (1999) introdusse una serie di ripetizioni parziali nel loro studio indagando sui rapporti tra la massima accelerazione concentrica e lo sviluppo di forza e potenza. I ricercatori indicarono che le ripetizioni parziali avrebbero potuto risultare un fattore in grado di influire sui guadagni di forza e potenza ottenuti.
Mookerjee e Ratamess (1999) decisero di investigare sulle differenze nei guadagni di forza massima dopo l'esposizione acuta a due protocolli, rispettivamente ad arco di movimento completo e incompleto sulla panca piana. Cinque atleti di forza allenati di sesso maschile (età media 25 anni) vennero sottoposti a questo test in due occasioni separate da 4 giorni. Gli allenamenti si suddividevano in 2 protocolli da 1 RM e 5 RM, entrambi i quali vennero testati con ripetizioni parziali o complete. I risultati indicarono che le prestazioni su panca con ROM parziale incrementarono significativamente sia per i protocolli 1 RM che 5 RM. Questa indagine dimostrò che possono verificarsi delle differenze nei guadagni di forza con un'esposizione acuta ad un esercizio coi pesi con Range of motion (ROM) parziale. Essi constatarono che le ripetizioni a ROM parziale risultavano maggiori di circa l'11 e il 18% rispetto alle ripetizioni a ROM completo. Tra le due sessioni, il peso sollevato con le ripetizioni a ROM parziale era maggiore di circa il 4,5%.
Poichi anni dopo, anche Massey et al. (2004) paragonarono le differenze tra l'allenamento a ROM completo e incompleto. Cinquantasei maschi vennero coinvolti in un programma di forza delle durata di 10 settimane, che comprendeva tre serie di distensioni su panca per due volte alla settimana. Un gruppo si allenava con un ROM completo, con un carico di circa il 65% 1 RM. Un altro gruppo si allenava con ROM parziale, utilizzando un carico relativo al 100% di 1 RM. In questo caso la ripetizione parziale prevedeva che il movimento di fermasse tra i 2 e i 5 pollici (circa tra 5 e 12 centimetri) prima della massima estensione del gomito. Il terzo gruppo si allenava con una combinazione tra serie con ripetizioni con ROM completo e altre con ROM incompleto. Alla fine delle 10 settimane, i soggetti avevano tutti guadagnato circa la stessa quantità di forza su panca piana. I ricercatori ipotizzarono che, visti i simili risultati nell'efficacia tra i due tipi di allenamento, le ripetizioni parziali potrebbero rappresentare una strategia per prevenire la perdita di forza nei muscoli lesionati che non possono compiere un range di movimento completo. Quindi se si accusano infortuni muscolari che impediscono di compiere un movimento completo, è possibile eseguire un mezzo movimento per ottenere gli stessi benefici. In secondo luogo, i ricercatori hanno suggerito che, poiché i soggetti non erano dei pesisti allenati, il vantaggio di ripetizioni parziali avrebbe potuto essere difficilmente individuato con certezza, visto che i principianti inizialmente ottengono dei miglioramenti indipendentemente dall'impostazione specifica del loro programma di allenamento. Hanno inoltre suggerito che gli atleti allenati che hanno raggiunto uno stallo con l'esercizio tradizionale, potrebbero ottenere degli ulteriori guadagni della forza con un programma a ripetizioni parziali.
Pinto et al. (2012) indagarono sulle differenze tra un allenamento coi pesi per la parte superiore del corpo a ROM parziale e ROM completo sulla forza e l'ipertrofia su soggetti maschi giovani. Il programma prevedeva un allenamento per 2 volte a settimana per 10 settimane. I ricercatori conclusero che entrambi gli allenamenti favorivano un aumento della forza muscolare, ma il gruppo che si allenava con un ROM completo sviluppò una maggiore forza. Anche l'ipertrofia rispose positivamente in entrambi i gruppi, anche se il ROM completò favorì risultati leggermente superiori. I dati suggerirono che la forza muscolare e l'ipertrofia possono essere migliorati con entrambi i metodi di allenamento, ma il ROM completo può portare a maggiori guadagni soprattutto per quanto riguarda la forza muscolare.

### Conclusioni
Nonostante i pareri discordanti da parte di alcuni professionisti dell'esercizio coi pesi, le recenti ricerche sull'argomento riconoscono nel Partial ROM training un metodo piuttosto efficace per migliorare la forza massimale. Sembra che gli atleti che si allenano esclusivamente con una ROM completo potrebbero non riuscire a guadagnare incrementi della forza massimale in maniera ottimale nella zona in cui si verifica maggiormente il suo sviluppo. È stato ipotizzato che un ROM parziale possa consentire un guadagno di forza ottimale grazie all'eliminazione del punto di difficoltà, dando così all'atleta un vantaggio biomeccanico. I ricercatori hanno basato questa conclusione sul fatto che i soggetti erano in grado di utilizzare carichi maggiori nei movimenti parziali rispetto ai movimenti completi. Ad ogni modo è stato verificato che sia l'esecuzione lungo un ROM completo che incompleto possano favorire guadagni di forza simili, dimostrando che il Partial ROM training possa essere un metodo alternativo per poter sviluppare la forza massimale, soprattutto per i powerlifter che più di tutti necessitano di ottimizzare tale qualità muscolare. Questo metodo comunque trova l'applicazione in una serie di esercizi piuttosto limitata, specie quelli adatti all'uso di carichi elevati tipici del powerlifting (stacchi, squat, panca piana). Esso può essere suggerito come strategia per superare lo stallo nello sviluppo delle prestazioni, o per evitare di peggiorare eventuali infortuni muscolari o articolari che insorgerebbero più facilmente eseguendo un arco di movimento completo.

## Altre tecniche diresistance training
- Cheating
- Super set
- Tri set
- Set gigante
- Stretch contrastato
- Stripping
- Rest pause
- Ripetizioni eccentriche
- Ripetizioni negative
- Ripetizioni forzate
- Super slow
- Blocco circolatorio
- Peak contraction
- Doppio impatto
- Serie del 21
- Sistema piramidale
- Mantieni Peso (MP)
- Mantieni Ripetizioni (MR)
- Lock-out
- Cedimento muscolare